# Lilla Krusegyl
Lilla Krusegyl är en sjö i Karlshamns kommun i Blekinge och ingår i Mieåns huvudavrinningsområde. Sjön är 3,6 meter djup, har en yta på 0,006 kvadratkilometer och är belägen 100 meter över havet.